# Kindrum Lough SAC
Kindrum Lough SAC este o arie protejată (arie specială de conservare — SAC, sit de importanță comunitară — SCI) din Irlanda întinsă pe o suprafață de 111,56 ha, integral pe uscat.

## Localizare
Centrul sitului Kindrum Lough SAC este situat la coordonatele 55°14′00″N 7°42′40″W / 55.233442°N 7.711093°V.

## Înființare
Situl Kindrum Lough SAC a fost declarat sit de importanță comunitară în august 1997 pentru a proteja 1 specie de plante. Situl a fost protejat și ca arie specială de conservare în octombrie 2021.

## Biodiversitate
Situată în ecoregiunea atlantică, aria protejată conține 1 habitat natural: Ape stătătoare oligotrofe până la mezotrofe, cu vegetație de Littorelletea uniflorae și/sau de Isoëto-Nanojuncetea.
La baza desemnării sitului se află o specie protejată de  plante: Najas flexilis.
Pe lângă speciile protejate, pe teritoriul sitului au mai fost identificate 1 specie de plante, 1 specie de pești.